# Vita ce n'è world tour
El Vita ce n'è world tour es una gira musical del cantante Eros Ramazzotti, la cual recorre Europa, Asia y América entre febrero de 2019 y marzo de 2020, comenzando en Múnich el 17 de febrero de 2019 y finalizando en Laval el 9 de marzo de 2020.

## Fechas
| Fecha                    | Ciudad              | País                | Recinto                      |
| Europa - Etapa I         | Europa - Etapa I    | Europa - Etapa I    | Europa - Etapa I             |
| ------------------------ | ------------------- | ------------------- | ---------------------------- |
| 17 de febrero de 2019    | Múnich              | Alemania            | Olympiahalle                 |
| 18 de febrero de 2019    | Múnich              | Alemania            | Olympiahalle                 |
| 20 de febrero de 2019    | Colonia             | Alemania            | Lanxess Arena                |
| 22 de febrero de 2019    | Esch-sur-Alzette    | Luxemburgo          | Rockhall                     |
| 25 de febrero de 2019    | Stuttgart           | Alemania            | Schleyer Hall                |
| 2 de marzo de 2019       | Turín               | Italia              | Palasport Olimpico           |
| 5 de marzo de 2019       | Milán               | Italia              | Mediolanum Forum             |
| 6 de marzo de 2019       | Milán               | Italia              | Mediolanum Forum             |
| 8 de marzo de 2019       | Milán               | Italia              | Mediolanum Forum             |
| 9 de marzo de 2019       | Milán               | Italia              | Mediolanum Forum             |
| 12 de marzo de 2019      | Roma                | Italia              | PalaLottomatica              |
| 13 de marzo de 2019      | Roma                | Italia              | PalaLottomatica              |
| 15 de marzo de 2019      | Roma                | Italia              | PalaLottomatica              |
| 16 de marzo de 2019      | Roma                | Italia              | PalaLottomatica              |
| 19 de marzo de 2019      | Lyon                | Francia             | Halle Tony Garnier           |
| 21 de marzo de 2019      | Madrid              | España              | Palacio Vistalegre Arena     |
| 23 de marzo de 2019      | Barcelona           | España              | Palau Sant Jordi             |
| 25 de marzo de 2019      | Zúrich              | Suiza               | Hallenstadion                |
| 28 de marzo de 2019      | París               | Francia             | AccorHotels Arena            |
| 31 de marzo de 2019      | Bruselas            | Bélgica             | Forest National              |
| 1 de abril de 2019       | Bruselas            | Bélgica             | Forest National              |
| 3 de abril de 2019       | Ámsterdam           | Países Bajos        | Ziggo Dome                   |
| 5 de abril de 2019       | Londres             | Inglaterra          | Hammersmith Apollo           |
| 7 de abril de 2019       | Marsella            | Francia             | Le Dôme de Marseille         |
| 9 de abril de 2019       | Ginebra             | Suiza               | Arena de Ginebra             |
| 11 de abril de 2019      | Leipzig             | Alemania            | Arena Leipzig                |
| 12 de abril de 2019      | Mannheim            | Alemania            | SAP Arena                    |
| 15 de abril de 2019      | Viena               | Austria             | Wiener Stadthalle            |
| Europa - Etapa II        |                     |                     |                              |
| 11 de julio de 2019      | Locarno             | Suiza               | Festival                     |
| 13 de julio de 2019      | Bastia              | Italia              | Festival                     |
| 16 de julio de 2019      | Lucca               | Italia              | Festival                     |
| 18 de julio de 2019      | Nichelino           | Italia              | Stupinigi Sonic Park         |
| 24 de julio de 2019      | Las Palmas          | España              | Gran Canaria Arena           |
| 27 de julio de 2019      | Klagenfurt          | Austria             | Hypo-Arena                   |
| 29 de julio de 2019      | Colmar              | Francia             | Festival                     |
| 31 de julio de 2019      | Carcasona           | Francia             | Festival                     |
| 3 de agosto de 2019      | Taormina            | Italia              | Teatro de Taormina           |
| 4 de agosto de 2019      | Taormina            | Italia              | Teatro de Taormina           |
| 6 de agosto de 2019      | Taormina            | Italia              | Teatro de Taormina           |
| 15 de agosto de 2019     | Opatija             | Croacia             | Festival                     |
| 11 de septiembre de 2019 | Verona              | Italia              | Arena de Verona              |
| 12 de septiembre de 2019 | Verona              | Italia              | Arena de Verona              |
| 14 de septiembre de 2019 | Verona              | Italia              | Arena de Verona              |
| 24 de septiembre de 2019 | Belgrado            | Serbia              | Štark Arena                  |
| 27 de septiembre de 2019 | Atenas              | Grecia              | Faliro Pavilon               |
| 30 de septiembre de 2019 | Skopie              | Macedonia del Norte | Boris Trajkovski IP Arena    |
| 3 de octubre de 2019     | Sofía               | Bulgaria            | Arena Armeets                |
| 5 de octubre de 2019     | Bratislava          | Eslovaquia          | O'Nepela Arena               |
| 8 de octubre de 2019     | Kiev                | Ucrania             | Sport Place                  |
| 11 de octubre de 2019    | Moscú               | Rusia               | Crocus City Hall             |
| 13 de octubre de 2019    | San Petersburgo     | Rusia               | Palacio de Hielo             |
| 15 de octubre de 2019    | Helsinki            | Finlandia           | Hartwall Arena               |
| 18 de octubre de 2019    | Kaunas              | Letonia             | Žalgiris Arena               |
| 20 de octubre de 2019    | Varsovia            | Polonia             | Torwar Hall                  |
| 22 de octubre de 2019    | Praga               | República Checa     | O2 Arena                     |
| 24 de octubre de 2019    | Budapest            | Hungría             | Budapest Arena               |
| 27 de octubre de 2019    | Copenhague          | Dinamarca           | K.B. Hallen                  |
| 30 de octubre de 2019    | Estocolmo           | Suecia              | Ericsson Globe               |
| Asia - Etapa III         |                     |                     |                              |
| 9 de noviembre de 2019   | Tel Aviv            | Israel              | Menora Mivtachim Arena       |
| Europa - Etapa IV        |                     |                     |                              |
| 23 de noviembre de 2019  | Liubliana           | Eslovenia           | Arena Stožice                |
| 26 de noviembre de 2019  | Bolzano             | Italia              | PalaOnda                     |
| 29 de diciembre de 2019  | Rimini              | Italia              | RDS Stadium                  |
| 3 de diciembre de 2019   | Ancona              | Italia              | PalaPrometeo                 |
| 6 de diciembre de 2019   | Éboli               | Italia              | PalaSele                     |
| 11 de diciembre de 2019  | Roma                | Italia              | Palazzetto dello Sport       |
| 14 de diciembre de 2019  | Florencia           | Italia              | Nelson Mandela Forum         |
| 17 de diciembre de 2019  | Livorno             | Italia              | PalaLivorno                  |
| 20 de diciembre de 2019  | Milán               | Italia              | Mediolanum Forum             |
| América - Etapa V        |                     |                     |                              |
| 28 de enero de 2020      | Ciudad de Guatemala | Guatemala           | Explanada Cardales de Cayala |
| 30 de enero de 2020      | San Salvador        | El Salvador         | Complejo Estadio Cuscatlán   |
| 2 de febrero de 2020     | Bogotá              | Colombia            | Movistar Arena               |
| 6 de febrero de 2020     | Ciudad de México    | México              | Auditorio Nacional           |
| 8 de febrero de 2020     | Monterrey           | México              | Auditorio citiBanamex        |
| 14 de febrero de 2020    | Buenos Aires        | Argentina           | Luna Park                    |
| 16 de febrero de 2020    | Río de Janeiro      | Brasil              | Vivo Rio                     |
| 18 de febrero de 2020    | Sao Paulo           | Brasil              | Espaço das Américas          |
| 22 de febrero de 2020    | Atlantic City       | Estados Unidos      | Hard Rock Hotel & Casino     |
| 25 de febrero de 2020    | Nueva York          | Estados Unidos      | Hulu Theater                 |
| 27 de febrero de 2020    | Boston              | Estados Unidos      | Boch Center                  |
| 1 de marzo de 2020       | Miami               | Estados Unidos      | AmericanAirlines Arena       |
| 4 de marzo de 2020       | Chicago             | Estados Unidos      | Rosemont Theatre             |
| 7 de marzo de 2020       | Toronto             | Canadá              | Scotiabank Arena             |
| 9 de marzo de 2020       | Laval               | Canadá              | Place Bell                   |

### Conciertos Cancelados y/o Reprogramados
| Fecha               | Ciudad           | País           | Lugar                    | Motivo                                                                                        |
| ------------------- | ---------------- | -------------- | ------------------------ | --------------------------------------------------------------------------------------------- |
| 14 de mayo de 2019  | Guadalajara      | México         | Auditorio Telmex         | Cancelado por operación de las cuerdas vocales del artista.                                   |
| 16 de mayo de 2019  | Ciudad de México | México         | Auditorio Nacional       | Cancelados por operación de las cuerdas vocales del artista, reprogramados a febrero y marzo. |
| 18 de mayo de 2019  | Monterrey        | México         | Auditorio Banamex        | Cancelados por operación de las cuerdas vocales del artista, reprogramados a febrero y marzo. |
| 21 de mayo de 2019  | Los Ángeles      | Estados Unidos | The Greek Theatre        | Cancelados por operación de las cuerdas vocales del artista, reprogramados a febrero y marzo. |
| 24 de mayo de 2019  | Miami            | Estados Unidos | AmericanAirlines Arena   | Cancelados por operación de las cuerdas vocales del artista, reprogramados a febrero y marzo. |
| 28 de mayo de 2019  | Ciudad de Panamá | Panamá         | Teatro Anayansi          | Cancelado por operación de las cuerdas vocales del artista.                                   |
| 31 de mayo de 2019  | São Paulo        | Brasil         | Space of the Americas    | Cancelados por operación de las cuerdas vocales del artista, reprogramados a febrero.         |
| 2 de junio de 2019  | Río de Janeiro   | Brasil         | Viva Rio                 | Cancelados por operación de las cuerdas vocales del artista, reprogramados a febrero.         |
| 5 de junio de 2019  | Santiago         | Chile          | Movistar Arena           | Cancelado por operación de las cuerdas vocales del artista.                                   |
| 8 de junio de 2019  | Buenos Aires     | Argentina      | Luna Park                | Cancelados por operación de las cuerdas vocales del artista, reprogramados a febrero y marzo. |
| 13 de junio de 2019 | Laval            | Canadá         | Place Bell               | Cancelados por operación de las cuerdas vocales del artista, reprogramados a febrero y marzo. |
| 15 de junio de 2019 | Toronto          | Canadá         | Air Canada Centre        | Cancelados por operación de las cuerdas vocales del artista, reprogramados a febrero y marzo. |
| 18 de junio de 2019 | Nueva York       | Estados Unidos | Radio City Music Hall    | Cancelados por operación de las cuerdas vocales del artista, reprogramados a febrero y marzo. |
| 20 de junio de 2019 | Filadelfia       | Estados Unidos | Metropolitan Opera House | Cancelado por operación de las cuerdas vocales del artista.                                   |
| 22 de junio de 2019 | Boston           | Estados Unidos | Boch Center              | Cancelados por operación de las cuerdas vocales del artista, reprogramados a febrero y marzo. |
| 26 de junio de 2019 | Chicago          | Estados Unidos | Rosemont Theatre         | Cancelados por operación de las cuerdas vocales del artista, reprogramados a febrero y marzo. |
| 13 de marzo de 2020 | Inglewood        | Estados Unidos | The Forum                | Pandemia mundial de coronavirus                                                               |